# Loggia Rucellai
La Loggia Rucellai è un edificio storico del centro di Firenze, situato in piazza Rucellai, angolo via della Vigna nuova e via del Purgatorio 12. La loggia appare nell'elenco redatto nel 1901 dalla Direzione Generale delle Antichità e Belle Arti, quale edificio monumentale da considerare patrimonio artistico nazionale.

## Storia
L'edificio, ortogonale al palazzo di famiglia e comunque del tutto indipendente da questo, è ricordato nello Zibaldone di Giovanni Rucellai come nato dalla donazione (1456) di Ugolino di Francesco Rucellai allo stesso Giovanni, "ricevente per nome di tutta la famiglia de' Rucellai", di una bottega appigionata a un legnaiolo, "perché vi si facci una loggia per onore della nostra famiglia, per adoperarla per la letizia e per le tristizie, e che ciascuno de' Rucellai possa murarla ed adornarla, quando tutti ne volessino concorrere alla spesa". 
La fabbrica fu poi eretta tra il 1463 e il 1466 su progetto di Leon Battista Alberti e, probabilmente, Giovanni Rucellai sostenne tutte le spese. Ignoto è il direttore dei lavori, anche se Walther Limburger (1910) segnala un manoscritto cinquecentesco dove è ricordato un certo "Antonio del Migliorino Guidotti" quale autore del modello della fabbrica. Nel 1466 qui si celebrarono le celebri nozze di Bernardo Rucellai, figlio di Giovanni, con Nannina de' Medici, sorella di Lorenzo il Magnifico. 
Le arcate furono murate nel 1677, quando lo spazio venne preso in affitto da Giovanni Battista Foggini per farne la sua bottega, con l'impegno "di fare, che il nuovo muro non venisse a levare, e ricoprire la forma, e vestigie di detto bel portico". Successivamente la loggia fu destinata ad altri usi, tra i quali quello di caffè e di ufficio postale. Un intervento di restauro alle decorazioni lapidee esterne è segnato nelle pagine di "Arte e Storia" del 1891. Nel 1933 è documentato il restauro del fronte su via della Vigna Nuova. Le arcate furono quindi riaperte nel 1963 e protette da vetrate, e l'intera fabbrica sottoposta a un integrale intervento di restauro su progetto dell'architetto Piero Sanpaolesi tra il 1963 e il 1964, quando fu nuovamente inaugurata e occupata dall'Ufficio Centrale di Informazioni Turistiche. 
Più in particolare, come sintetizzato nella scheda del catalogo della mostra internazionale del restauro monumentale di Venezia del 1964, le operazioni fondamentali condotte nell'occasione furono: "liberazione delle strutture di tamponamento fra le colonne, demolizione dei solai e divisori interni, tassellature varie ad archi e colonne. Indurimento chimico del pietrame a mezzo di imbibizione con fluosilicati di magnesio. Chiusura dello spazio interno con grandi luci di cristallo sostenute da una struttura in ferro arretrata rispetto al colonnato per la sua nuova destinazione ad ufficio". 
Un ulteriore intervento, promosso da Alberto Bruschi e diretto dagli architetti Luciano Grassi e Gastone Del Greco (finalizzato al suo impiego per attività espositive e antiquariali), interessò la struttura nel 1990-1991, quando la loggia fu data in affitto dalla famiglia Rucellai all'antiquario e editore Alberto Bruschi. Attualmente lo spazio è occupato da attività commerciali. 

## Descrizione

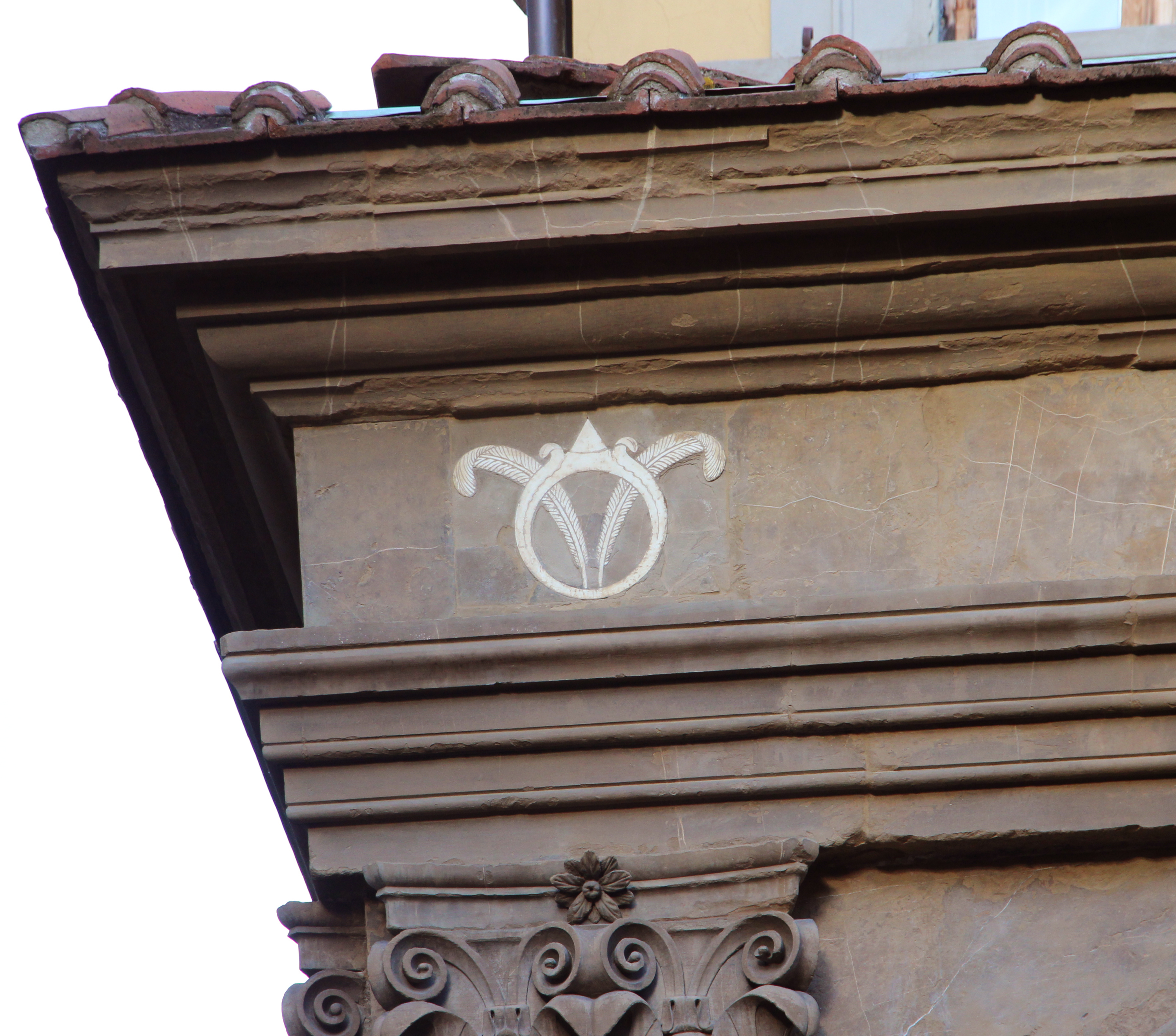
Emblema di Piero de' Medici

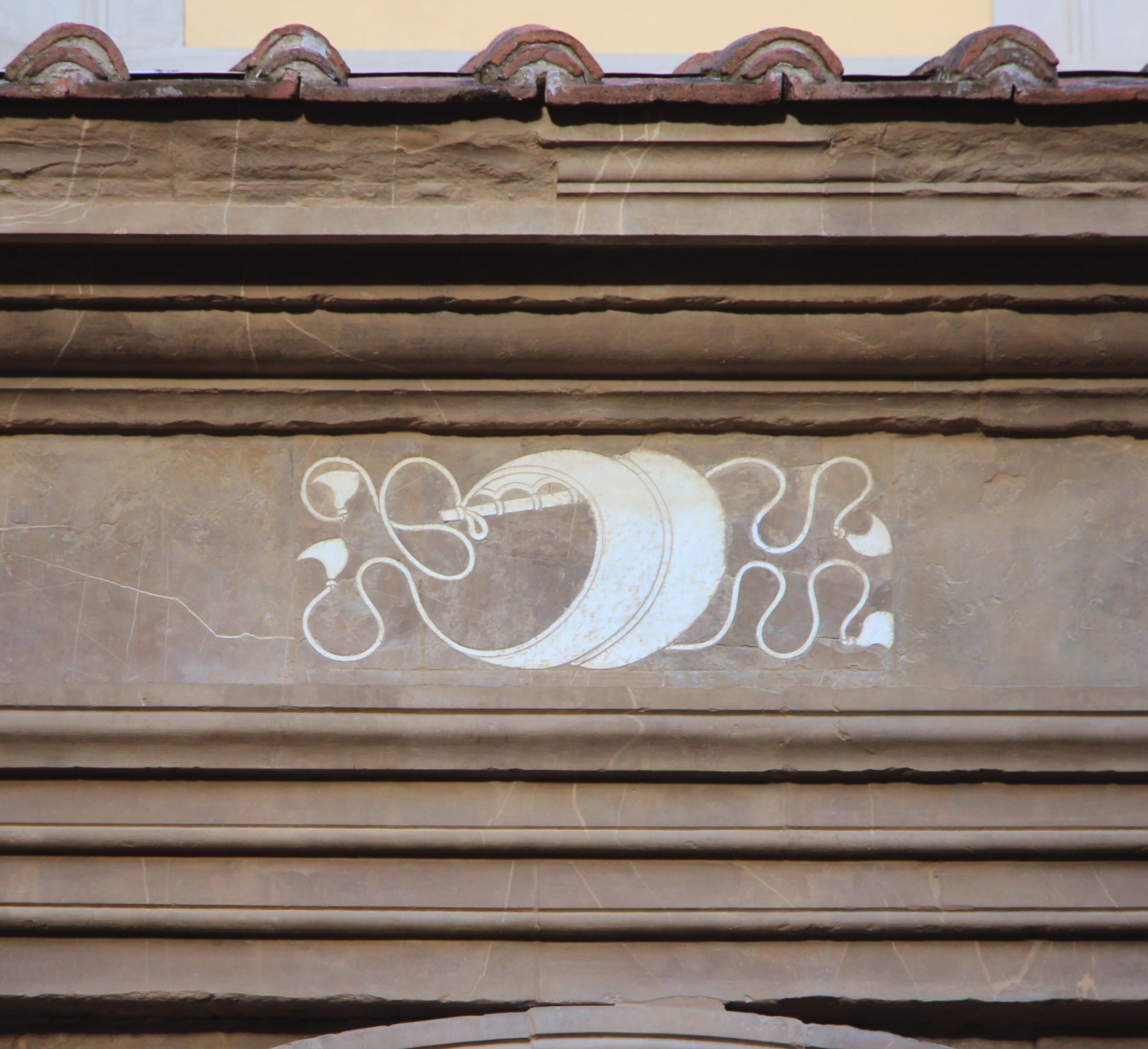
Emblema di Giovanni Rucellai

La loggia compì la sistemazione dell'area davanti al palazzo, creando una posata piazzetta dove gli ideali rinascimentali di bellezza ed eleganza erano pienamente espressi. Sebbene le logge aperte fossero comuni tra le famiglie patrizie fiorentine, esse sos state sistematicamente tamponate o distrutte: si pensi alla loggia di palazzo Medici, chiusa già nel XVI secolo, o alle logge degli Adimari, dei Peruzzi o degli Agli. Per questo oggi la loggia Rucellai rappresenta l'unico caso di questo tipo di struttura nel centro di Firenze conservatosi nelle sue forme sostanzialmente originali. 
Si presenta con muratura in pietraforte, con tre grandi arcate a tutto sesto, sottolineate da cornici scanalate e rette da pilastri angolari, semicolonne e due colonne libere al centro, con capitelli e peducci di ordine corinzio. Lungo il fregio superiore si allineano emblemi familiari a opus sectile in marmo bianco, con la vela spiegata e l'anello con le piume, relativi rispettivamente a Giovanni Rucellai e a Piero il Gottoso, i capifamiglia che unirono le loro stirpi col matrimonio dei loro figli nel 1466.

## Bibliografia

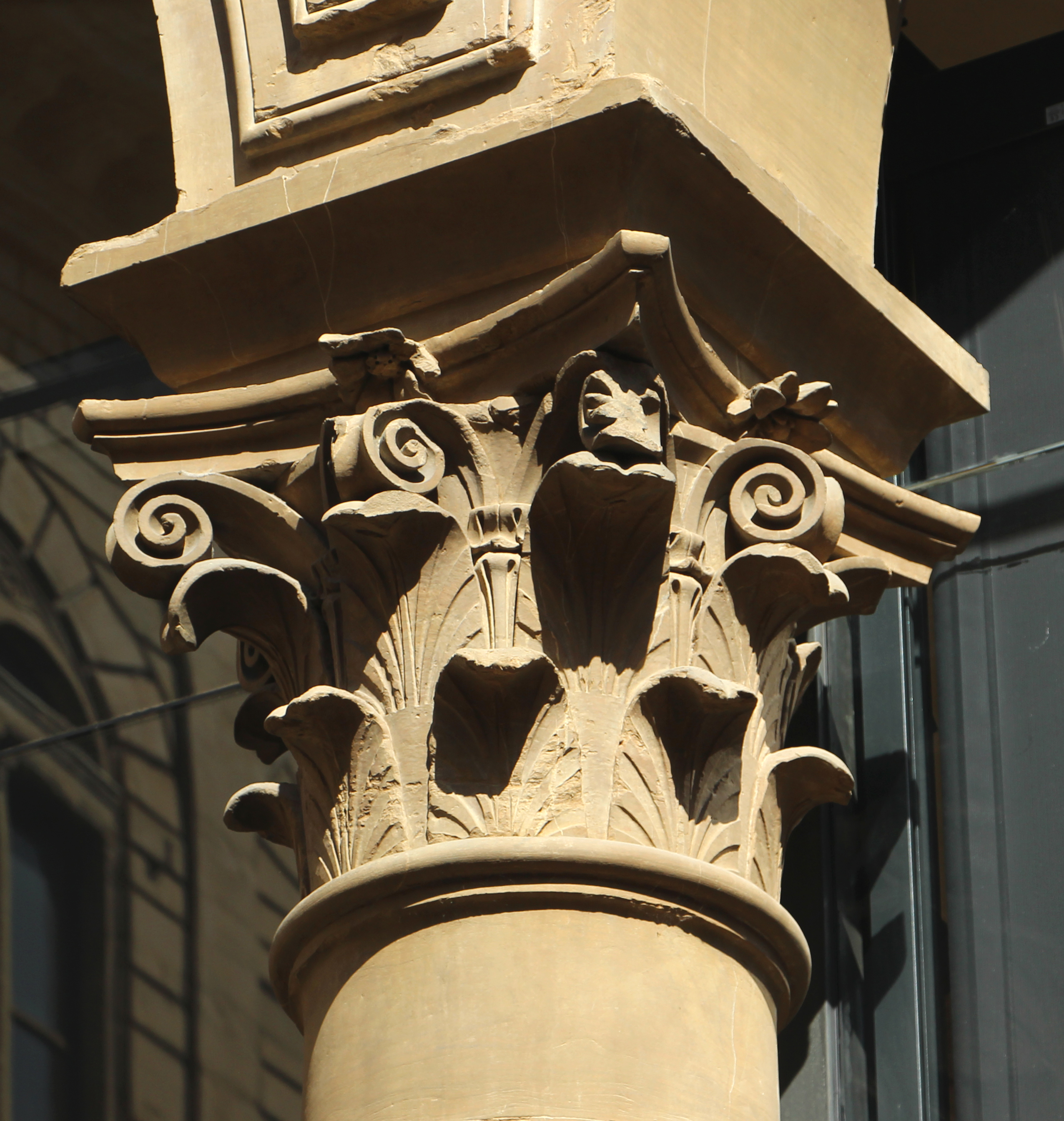
Capitello